# モリニュー・スタジアム
モリニュー・スタジアム（Molineux Stadium ([ˈmɒlɪnjuː] MOL-i-new)）は、イングランド・ウルヴァーハンプトンにあるサッカー専用スタジアム。ウルヴァーハンプトン・ワンダラーズFCがホームスタジアムとして使用している。

## 概要
1889年に開場。1972年の第1回UEFAカップ決勝第1戦の会場としても使用された。1993年に近代化し、2015年までには最大5万人収容に拡張する予定。
またシーズンオフにはコンサートの開催が頻繁で、2003年6月24日にはボン・ジョヴィがライブを行い、34,000人を動員した。

## アクセス
- ライトレール
  - ウェスト・ミッドランズ・メトロ ウルヴァーハンプトン・セント・ジョージ停留所から徒歩12分

- 鉄道
- アヴァンティ・ウェスト・コースト ウェスト・コースト本線ウルヴァーハンプトン鉄道駅から徒歩14分